# Chrysotus excavatus
Chrysotus excavatus är en tvåvingeart som beskrevs av Van Duzee 1924. Chrysotus excavatus ingår i släktet Chrysotus och familjen styltflugor. Inga underarter finns listade i Catalogue of Life.